# Lebed Point
Der Lebed Point (englisch; bulgarisch Нос Лебед Nos Lebed) ist eine felsige Landspitze an der Ostküste von Clarence Island im Archipel der Südlichen Shetlandinseln. Sie liegt 8,1 km nordnordöstlich des Kap Bowles und 3,2 km südlich von Sugarloaf Island auf der Südseite der Einfahrt zur Istros Bay.
Britische Wissenschaftler kartierten sie 1972 und 2009. Die bulgarische Kommission für Antarktische Geographische Namen benannte sie 2014 nach der Ortschaft Lebed im Süden Bulgariens sowie nach einem gleichnamigen Trawler, der zwischen 1970 und 1971 in antarktischen Gewässern und denjenigen um Südgeorgien operiert hatte.